# One (chanson de Metallica)
Pour les articles homonymes, voir One.
Singles de Metallica
Harvester of Sorrow
(1988) Enter Sandman
(1991)
Pistes de ...And Justice for All
Eye of the Beholder The Shortest Straw
One est une chanson du groupe de thrash metal américain Metallica.
Sorti comme le troisième et dernier single de leur quatrième album ...And Justice for All, One est également le premier single du groupe au Top 40, atteignant le numéro 35 sur le Billboard Hot 100.
De type « power ballad », c'est l'une des chansons les plus populaires du groupe et demeure une référence incontournable en concert depuis la sortie de l'album, ce qui en fait la chanson la plus jouée de l'album ...And Justice for All.
Comme Fade to Black et Welcome Home (Sanitarium), la chanson commence lentement et proprement, mais dès que la chanson se poursuit, elle devient plus lourde et plus rapide, conduisant à un solo en tapping de Kirk Hammett, et une section avec deux guitares par Kirk Hammett et James Hetfield.

## Composition
One a été écrite en novembre 1987 par les principaux compositeurs du groupe : le chanteur/guitariste rythmique, James Hetfield et le batteur, Lars Ulrich.
Au début de la chanson, on peut entendre plusieurs sons de guerre. Après 17 secondes, Hetfield joue de la guitare clean et après quelques secondes, Kirk Hammett fait un solo en guitare clean. Durant les refrains, les guitares sont sur la distorsion et la batterie embarque et continue durant les couplets, où les guitares reviennent en clean. Après le deuxième couplet, Hammett fait un deuxième solo et après ce dernier, le son devient plus lourd surtout avec l'utilisation de deux grosses caisses. Le dernier couplet reste sur le tempo de la batterie, par la suite, Hammett fait un troisième solo et à la fin, il y a un dernier solo joué par les deux guitaristes. La chanson commence en signature rythmique de 4/4, et plus tard 3/4 ainsi que 2/4.
James Hetfield parle de la chanson lors d'une entrevue avec Guitar World en 1991 :

« Depuis longtemps, je grattais ces accord de Si et de Sol. L'idée m'est venue d'une chanson de Venom nommée Buried Alive. La partie où la grosse caisse de la batterie fait comme une mitrailleuse à la fin m'a inspiré, mais n'a pas été écrite avec des paroles de guerre. Nous avons commencé l'album avec Mike Clink comme producteur mais, il travaillait pas très bien alors, nous avons pris Flemming pour qu'il vienne sauver nos culs. »

## Analyse des paroles
Cette chanson est basée sur le roman Johnny s'en va-t-en guerre — Johnny got his gun — de Dalton Trumbo, adapté à l'écran et porté comme film-culte et symbole de la lutte pacifiste aux États-Unis lors de la guerre du Viêtnam. Les paroles décrivent l'enfer vécu par un blessé de la Première Guerre mondiale (amputé de ses bras et de ses jambes, aveugle, muet et sourd) dont la vie n'est maintenue qu'artificiellement et dont le seul souhait est de mourir. La référence au film de Trumbo est explicite dans le clip de la chanson, qui reprend de nombreuses images et extraits audio tirés du film.

## Liste des titres

### Vinyle 7"
Toutes les paroles sont écrites par James Hetfield.
| No | Titre                                                               | Musique                     | Durée |
| -- | ------------------------------------------------------------------- | --------------------------- | ----- |
| A. | One                                                                 | James Hetfield, Lars Ulrich | 7:24  |
| B. | Seek and Destroy (live Reunion Arena, Dallas, Texas 5 février 1989) | James Hetfield, Lars Ulrich | 8:42  |

### Vinyle 12"
Toutes les paroles sont écrites par James Hetfield.
| No  | Titre                                                                        | Musique                                   | Durée |
| --- | ---------------------------------------------------------------------------- | ----------------------------------------- | ----- |
| A.  | One                                                                          | James Hetfield, Lars Ulrich               | 7:24  |
| B1. | For Whom the Bell Tolls (live Reunion Arena, Dallas, Texas 5 février 1989)   | James Hetfield, Lars Ulrich, Cliff Burton | 4:48  |
| B2. | Welcome Home (Sanitarium) (live Reunion Arena, Dallas, Texas 5 février 1989) | James Hetfield, Lars Ulrich, Kirk Hammett | 6:20  |

## En concert
One est la chanson favorite de nombreux fans de Metallica. Au début de la chanson, on peut entendre des bruits de la guerre tels que des hélicoptères, des explosions de bombe et des mitraillettes tirés de la chanson. Elle a été également jouée lors des spectacles « S&M » (San Francisco Symphony Orchestra & Metallica) et Metallica Through The Never, où les sons étaient également présents.

### Reprises
One est aussi reprise par des groupes comme :
- Korn, lors des MTV Icons en 2003, une émission-concert hommage au groupe. Cette version est présente en tant que chanson cachée sur l'album Take a Look in the Mirror et ne dure que 4 minutes en raison du format imposé par MTV; à noter l'absence du solo.
- Apocalyptica sur l'album Inquisition Symphony.
- Evanescence, lors d'un de leurs concerts.
- Rodrigo Y Gabriela
- Chris Cornell, sur la musique de One de U2

Elle est aussi utilisée lors de la bande annonce de la série télévisée The Punisher.